# 西村俊一 (実業家)
西村 俊一（にしむら しゅんいち、1915年3月28日 - 1982年8月29日）は、日本の経営者。サクラクレパス社長。西村治兵衛の孫。娘の結婚で皇室と縁続きとなった。

## 経歴
京都府京都市出身。祖父は西村治兵衛、父は1937年にサクラクレパス社長に就任した西村斎次郎。
1939年に神戸商業大学を卒業。大阪ガスでの勤務を経て、1940年8月にサクラクレパス社長に就任した。
1974年10月に藍綬褒章を受章した。
1982年8月29日、肝硬変のために死去。67歳没。

## 家族
- 祖父・西村治兵衛14代 ‐ 京都の老舗千切屋一門の千治（千切屋治兵衛を意味する社名）社長。
- 父・西村斎次郎 ‐ 治兵衛14代の二男。サクラクレパス（クレパス本舗桜商会）社長
- 母・てい ‐ 洋反物商・福田市十郎の娘
- 弟・西村健三 ‐ 三菱重工役員。岳父に藤山愛一郎。[5]
- 弟・西村四郎 ‐ サクラクレパス役員。岳父に熊谷三郎、子に西村彦四郎、相婿に桃谷信行(桃谷順天館創業家）、小林啓次郎、出光謙介(出光興産創業家）。
- 弟・西村五郎 ‐ サクラクレレス役員。岳父に上枝一雄。[5]
- 妻・多枝子 ‐ 立花証券社長・熊瀬亀三郎の二女
- 長女・昭子（桜子） ‐ 久邇朝建の妻。朝建は久邇宮朝融王の子で、香淳皇后の甥。[6]
- 長男・西村貞一 ‐ サクラクレパス社長。岳父に塩野義製薬3代目社長・塩野孝太郎。
- 二男・盾彦 ‐ サクラクレパスホールディングス副社長
- 外孫・朝俊
- 外孫・桂子 ‐ 近衞忠大の妻。忠大は大正天皇、近衛文麿の曾孫。[7]
- 伯父・西村治兵衛15代（治一郎） ‐ 治兵衛14代の長男。千治社長。岳父に岡谷惣助 (9代目)